# Nikos Zachariu
Nikos Zachariu (gr. Νίκος Ζαχαρίου, ur. 9 marca 1923 w Pireusie, zm. 24 czerwca 2007 w Atenach) – grecki śpiewak operowy, bas-baryton.
Zadebiutował na scenie operowej w 1949 r. W 1953 pierwszy raz pojawił się w La Scali i przez piętnaście kolejnych lat grał etatowo role basowe. Nie zdobył jednak większej światowej sławy, co zresztą na ogół jest udziałem basów przyćmiewanych przez pierwszoplanowych tenorów i soprany. Był jednak ceniony w swojej kategorii głosowej, pozytywnie wypowiadała się o nim też Maria Callas, z którą nagrał łącznie dziewięć oper.
Zmarł na chorobę Alzheimera.

## Wybrane partie operowe
- Faraon w Aidzie
- Sparafucile w Rigolettcie
- Ferrando w Trubadurze
- Colline w Cyganerii
- Tom w Balu maskowym
- Don Basilio w Cyruliku sewilskim
- Hrabia Rudolf w Lunatyczce
- Timur w Turandot
- Oroveso w Normie